# Carol Iancu
Carol Iancu (în ebraică:קרול ינקו , n. 1946, Hârlău) este un istoric contemporan, israelo-francez, evreu născut în România, care s-a distins mai ales prin lucrări din domeniul istoriei evreilor și a relațiilor internaționale.

## Date biografice
Carol Iancu s-a născut în 1946 într-o familie de evrei români din Hârlău. Bunicii săi, atât din partea tatălui Ițic Iancu, cât și a mamei sale Clara, născută Moscovici și originară din Bucecea, au căzut ca soldați în luptele pentru apărarea României în primul război mondial. Carol Iancu și-a făcut studiile școlare elementare și liceale în localitatea sa natală (în afară de o scurtă perioadă la Liceul „Mihai Viteazul” din Alba Iulia) și și-a dat bacalaureatul la liceul „Costache Negruzzi” din Iași. În 1963 a emigrat din România în Israel și a studiat la Universitatea Ebraică din Ierusalim, unde a obținut titlui de master (M.A.) cu „magna cum laude” și apoi în Franța, la universitatea Aix-en-Provence, unde a devenit doctor în litere și în științe umaniste; 
El este profesor de istorie contemporană la Universitatea Paul Valéry Montpellier 3, de asemenea director al „Centrului de studii și cercetări evreiești” din Montpellier. Îndeplinește și funcțiile de președinte al Amicalei Jules Isaac și de co - președinte al Asociației pentru înțelegere iudeo-creștină în Franța.
Soția sa, Danielle Iancu-Agou, originară din Algeria, este specialistă în istoria Franței de sud, iar fiul, Michael Iancu, este directorul centrului Moise Maimonide din Montpellier și conferențiar la Universitatea din Cluj-Napoca.
Carol Iancu este doctor „honoris causa” al Universității "Babeș-Bolyai" din Cluj-Napoca.
O parte dintre cărțile sale au fost traduse în limba română la editura Hasefer.

## Lucrări
O parte însemnată a cercetărilor și cărților lui Carol Iancu s-au concentrat pe istoria evreilor din România în a doua jumătate a secolului al XIX-lea și prima jumătate a secolului al XX-lea, cuprinzând perioada luptei pentru emancipare, legile încetățenirii și apoi perioada interbelică, evoluția antisemitismului în cercurile politice si intelectuale românești până la culminarea lui cu legislația din timpul dictaturii regale și măsurile violente și de exterminare fizică din timpul regimului Antonescu etc.
De asemenea Carol Iancu a scris o carte despre istoria antisemitismului, al cărei titlu, „Miturile fondatoare ale antisemitismului din antichitate până în zilele noastre” este o replică la faimosul eseu antisemit, negaționist și antisionist al ideologului ex-comunist francez Roger Garaudy „Les mythes fondateurs de la politique israélienne”.

## Cărți
- Permanences et ruptures dans l'histoire des juifs de Roumanie (XIXe – XXe siecles)(Permanențe și rupturi în istoria evreilor din România) רצף
- Bleichröder et Crémieux ;le combat pour l'émancipation des juifs de Roumanie au Congrès de Berlin. Corespondence inédite 1878 – 1880
- Le Shoah en Roumanie. Les juifs au temps du régime Antonescu 1940 – 1944 Shoah în România. Evreii in timpul regimului Antonescu. Documente diplomatice franceze inedite, 2005 Montpellier.
- Les Mythes fondateurs de l'antisemitisme, De l'Antiquité á nos jours (Miturile fondatoare ale antisemitismului, din Antichitate și până în zilele noastre) .
- Les juifs en Roumanie 1866 – 1919 De l'exclusion á l'émancipation 1978, Aix-en-Provence
- L'émancipation des juifs de Roumanie 1913 – 1919 De l'inégalité civique au droits de minorité,- l'originalité d"un combat à partir des guerres balkaniques et jusqu'à la conférence de paix de Paris, 1992, Montpellier. (Emanciparea evreilor din Romania 1913 -1919 De la inegalitate la drepturi de minoritate/ Originalitatea unei lupte - de la războaiele balcanice la conferința de la Paris
- Les juifs en Roumanie 1919 – 1939 - Evreii in Romania 1919 - 1939 De la emancipare la marginalizare,, 1996 Louvain
- Les juifs de Roumanie et la solidarité internationale 1919 – 1939  (Evreii din România și solidaritatea internațională] 1919 - 1939.
- Alexandre Safran – une vie de combat, un faisceau de lumière
- cu Liviu Rotman - The history of the Jews in Romania vol 2 The XIXth century, 2001, Tel Aviv
- Evreii din Hârlǎu : istoria unei comunități,  Editura Universității „Alexandru Ioan Cuza”, Iași, 2013 - pentru care a primit Premiul de Istorie 2015 al Academiei Române.